# Gelis hebraicator
Gelis hebraicator là một loài tò vò trong họ Ichneumonidae.